# Mangalitsa

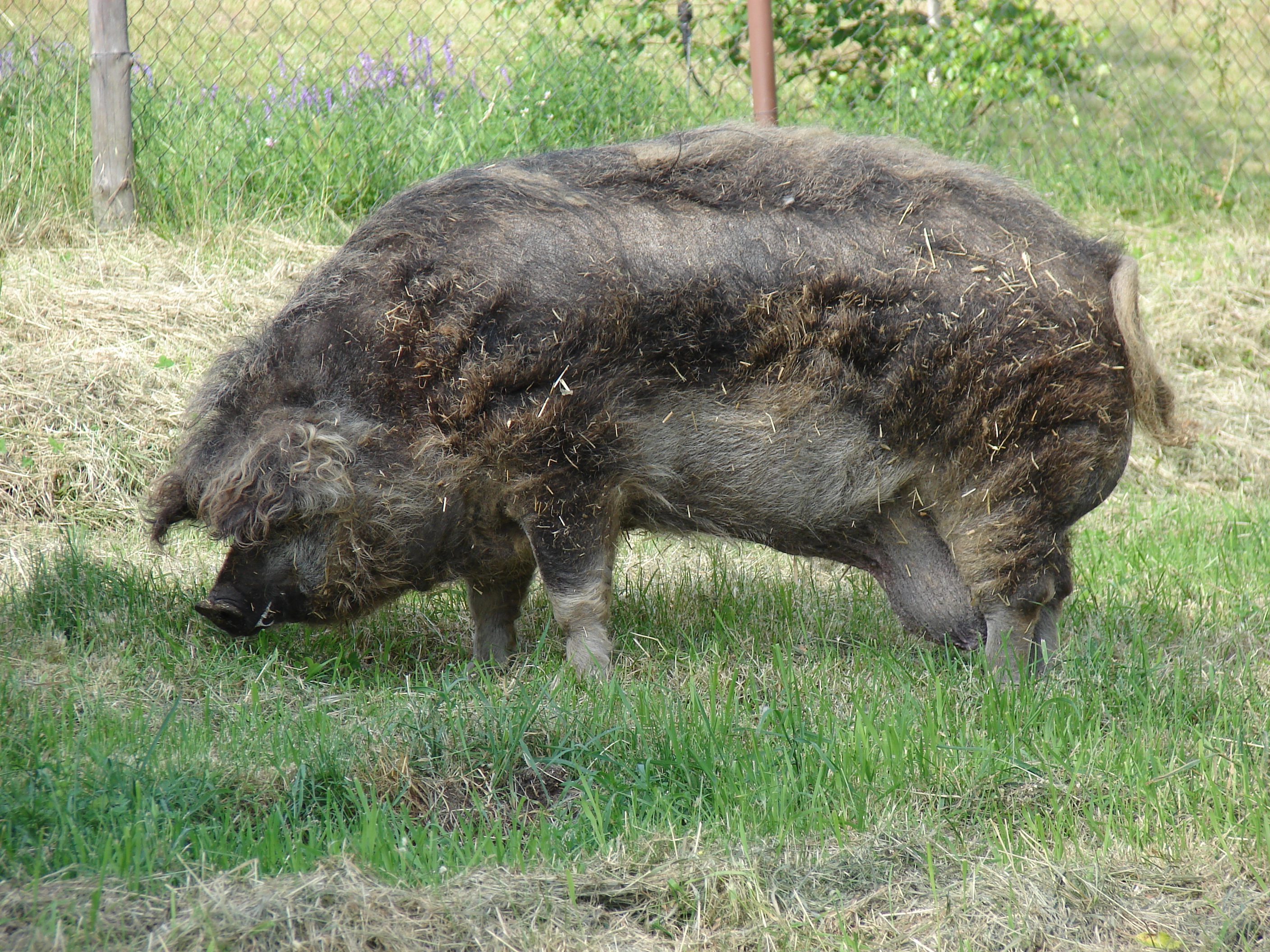
Kadaň, Cộng hòa Czech

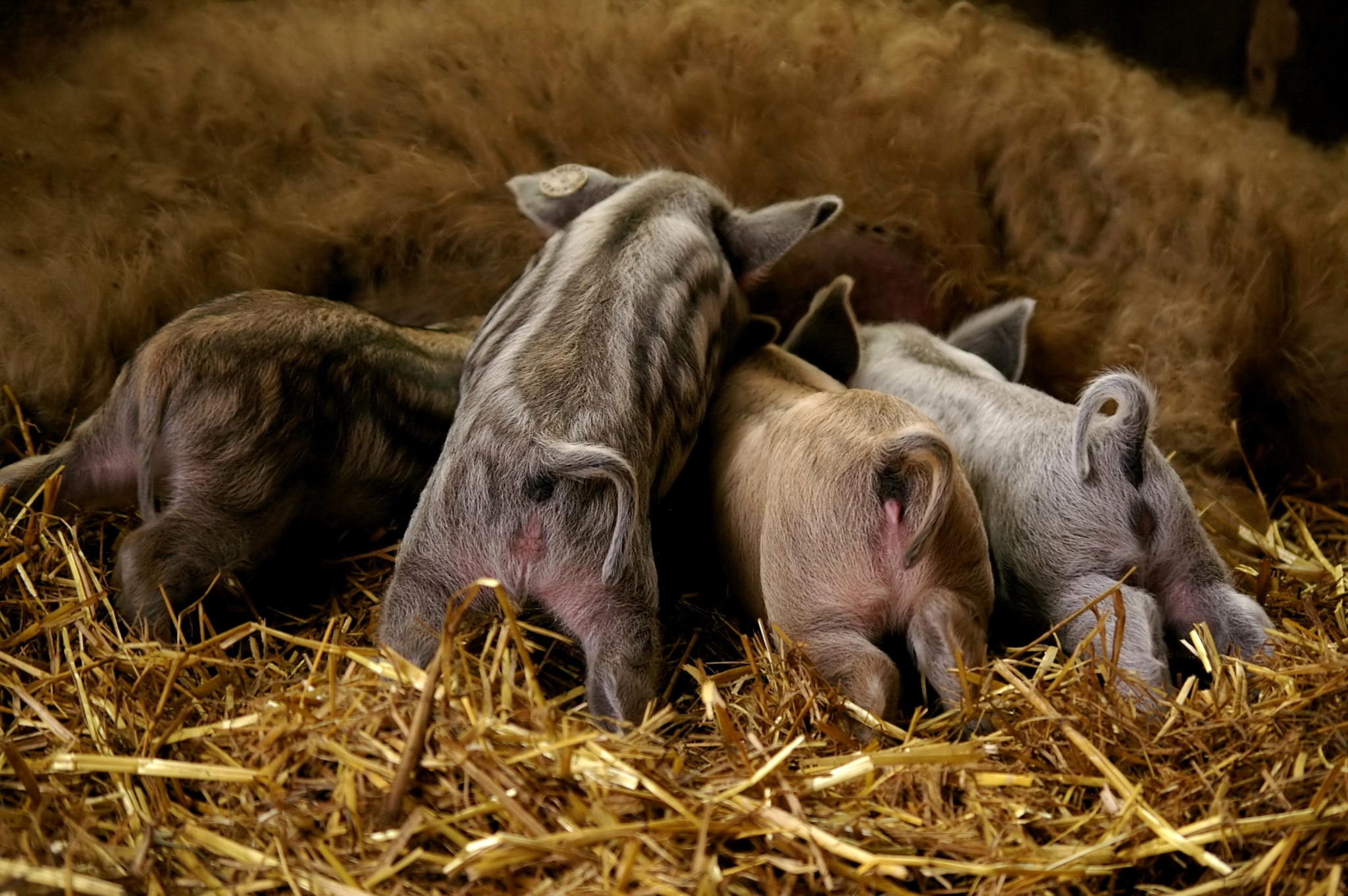
Lợn con (chừng một tháng tuổi) ở Münsterland, Đức

Mangalitsa, Mangalitza hay Mangalica là một giống lợn tự nhiên từ Châu Âu có nguồn gốc trực tiếp từ các quần thể lợn rừng. Lợn Mangalitsa khác thường ở chỗ nó mọc bộ lông dày, gần giống của cừu. Chỉ có một giống lợn khác có bộ lông dài là lợn lông xoắn Lincolnshire của Anh nay đã tuyệt chủng. Mangalitsa trước đây được nuôi như lợn mỡ. Vì nhu cầu mỡ giảm nên giống này đã suy thoái và hiện nay là "giống lợn hiếm".

## Tên
Nó được gọi là "Mangalitza" ở Anh và "Mangalitsa" ở Mỹ.

## Chủng loại
Có ba loại Mangalitsa: vàng, bụng lông nhạn, và đỏ. Chúng có cùng tập tính; chỉ khác nhau ở màu lông. Mangalitsa vàng có lông vàng hoe, loại bụng lông nhạn có bụng và chân vàng với cơ thể đen, loại màu đỏ có lông màu đỏ hoe.
Các loại khác (đen, lông sói) đều đã tuyệt diệt.

## Trong văn hóa đại chúng
- Trong một tập của Iron Chef America, Morimoto vs Forgione, lợn Mangalitsa là nguyên liệu bí mật.[4]
- Miss Piggy trong The Muppets là một con lợn Mangalitsa.